# Шарль Леконт де Ліль
Шарль Марі Рене Леконт, відомий як Шарль Леконт де Ліль (фр. Charles Marie René Leconte, фр. Charles Leconte de Lisle, 22 жовтня 1818, Реюньйон — 17 липня 1894, Вуазен, Лувесьєнн) — французький і реюньйонський поет, голова парнаської школи.

## Біографія
Народився на острові Бурбон (сьогодні Реюньйон), що розташований в Індійському океані. Тут його батько, колишній польовий фельдшер часів Наполеонівських воєн, 1815 року став власником плантації цукрової тростини. Матір Шарля була за походженням креолкою. З чотирирічного віку дитинство майбутнього поета пройшло у місті Нант, а юність — знову на острові Реюньйон. Після навчання на юридичному факультеті Реннського університету та перших проб пера в ролі журналіста (1837–1843), Шарль Леконт знову недовгий час проживав на Реюньйоні. З 1845 року він остаточно переселився до Французької метрополії, мешкаючи переважно в Парижі та заробляючи на хліб журналістською та письменницькою працею.
Ще з часу навчання в університеті він познайомився з концепцією євангельського соціалізму Фелісіте Робера Ламенне, засновника католицького соціального вчення. У час потужної політизації та поляризації французького суспільства в кінці Липневої монархії Шарль Леконт пристав до радикальних прихильників Шарлья Фур'є. Під час Лютневої революції 1848 року він був активним лівим республіканцем, виступив ініціатором закону про скасування рабства в колоніях.
Після кривавого придушення повстання паризьких робітників 1848 року, а особливо після державного перевороту Наполеона III Бонапарта у грудні 1851 року, Шарль Леконт, як і багато інших інтелектуалів того часу, зазнав великого розчарування щодо можливостей впливу на суспільний розвиток. Він цілковито втратив інтерес до політики й присвятив себе виключно літературі й, особливо, поезії. У цей час він обрав собі літературний псевдонім «Леконт де Ліль», який використовував без імені. Псевдонім був омонімом до словосполучення «le comte de l’île», тобто «граф острова», що натякало на «острівне» походження поета.
1886 року, за рекомендацією, висловленою в заповіті Віктора Гюго, Леконт де Ліль був прийнятий у Французьку Академію на місце Гюго.

## Творчість
Творчість Леконта де Ліля представлена трьома прижиттєвими поетичними збірками: «Античні вірші» (фр. Poèmes antiques , 1852), «Варварські вірші» (фр. Poèmes barbares , 1862), «Трагічні вірші» (фр. Poèmes tragiques , 1886), а також перекладами античних авторів і вийшли посмертно збіркою «Останні вірші» (фр. Derniers poèmes , 1895).
Вибір певних тем та їхня розробка пов'язують його з романтизмом, особливо опис дикої природи (кольори, екзотика, тварини), сюжети з історичною і міфологічною основою. Розвиваючи традиції «мистецтва для мистецтва», закладені Теофілем Готьє та Теодором де Банвілем, поет пориває з романтичним рухом і відстоює нову доктрину, що стала зразком для парнасців. Ця доктрина спирається на такі тези: поезія повинна бути безособовою (поет не повинен оспівувати власне «я»); поет повинен доводити форму до досконалості, а не розраховувати на саме лише натхнення; поет має прагнути до краси, що найяскравіше втілилася в культурі Давньої Греції (а також Індії та інших країн); саме наука, керована розумом, а зовсім не почуття має стати безмежнім полем для поетичного вираження; поет не повинен втручатися в сучасне життя.

## Українські переклади
За свідченням Михайла Москаленка першим українським перекладачем Леконта де Ліля був М. Школиченко, який 1893 року опублікував у львівській «Правді» свій переклад вірша «Південь».
Леконта де Ліля українською перекладали також Павло Грабовський, Василь Щурат, Дмитро Паламарчук. Особливо вартіснім був перекладацький внесок українських «неокласиків»: переклади Миколи Зерова, Павла Филиповича, Михайла Драй-Хмари, Юрія Клена.
1956 року Михайло Орест опублікував окрему збірку перекладів Леконта де Ліля, до якої увійшли 52 переклади (Мюнхен, 1956).
Дмитро Павличко в своїй антології «Світовий сонет» (Київ, 1983) також помістив свої переклади з Леконта де Ліля.

## Леконт де Ліль і українські неокласики
Українські неокласики не лише перекладали Леконта де Ліля, але розглядали його творчість, як естетичний зразок європейської поезії, вартий наслідування чи радше «адаптації» на українському ґрунті. Не випадково у сонеті «Pro Domo» Микола Зеров так сформулював своє поетичне кредо:
|  | Класична пластика, і контур строгий, І логіки залізна течія – Оце твоя, поезіє, дорога. Леконт де Ліль, Жозе Ередія, Парнаських зір незахідн'е сузір'я Зведуть тебе на справжні верхогір'я. („Pro Domo”) |